# 八田宗綱
八田 宗綱（はった むねつな）は、平安時代後期の人物。父は藤原兼仲、母は益子正隆の女。養父に藤原宗円。宇都宮氏2代当主。

## 生涯
八田権守（はったごんのかみ）を称した。宇都宮宗綱、中原宗綱とも呼ばれる。藤原兼房の子兼仲の子で、母が身篭って間もなく、兼仲が応徳2年（1085年）に没すると、母は、その弟（または兄）である宗円の妻となり、生まれた宗綱が、その家督を継ぐ。一説に中原宗家の子とする説もあるものの、宗家の方が宗綱より後の時代（12世紀後半）の人物であるため成立しない（ただし、宗綱の弟される宗房は中原氏を称しており、中原氏と宇都宮氏が何らかの親族関係にあった可能性は高い）。また、宗綱は八田（常陸国、現在の茨城県下館市八田）を政治基盤としていたといわれる。これは、宗綱自身が八田を称していたことはもとより、諸氏系図で父・宗円が益子の豪族である益子正隆の娘を室としていることや、宗綱自身が常陸国大掾の平棟幹（大掾棟幹）の娘を室としていること、小田氏始祖となる次男の知家も八田を号されていること、嫡男の朝綱の母が八田局と号されていることなどが背景にある。この場合、宗円と宗綱は八田の政治基盤を背景に、真岡の芳賀氏を傘下に加えながら毛野川（鬼怒川・田川）沿いに宇都宮に入り、宇都宮氏の基盤を整えたとされる。
応保2年（1162年）8月20日、77歳で没する。
娘の寒河尼は源頼朝の乳母を務め、小山政光の後妻となって結城氏の祖となる朝光を生んでいる。